# وليام باترسون
وليام باترسون (بالإنجليزية: William Paterson (judge)) (و. 1745 – 1806 م) هو سياسي، ومحام، وقاض من الولايات المتحدة الأمريكية ولد في مقاطعة أنترم.
تولى منصب عضو مجلس الشيوخ الأمريكي .وهو عضو في الحزب الفيدرالي الأمريكي .

## التعليم
تعلم في جامعة برنستون.

## روابط خارجية
- وليام باترسون على موقع الموسوعة البريطانية (الإنجليزية)
- وليام باترسون على موقع إن إن دي بي (الإنجليزية)